# St. Georg (Wobeck)

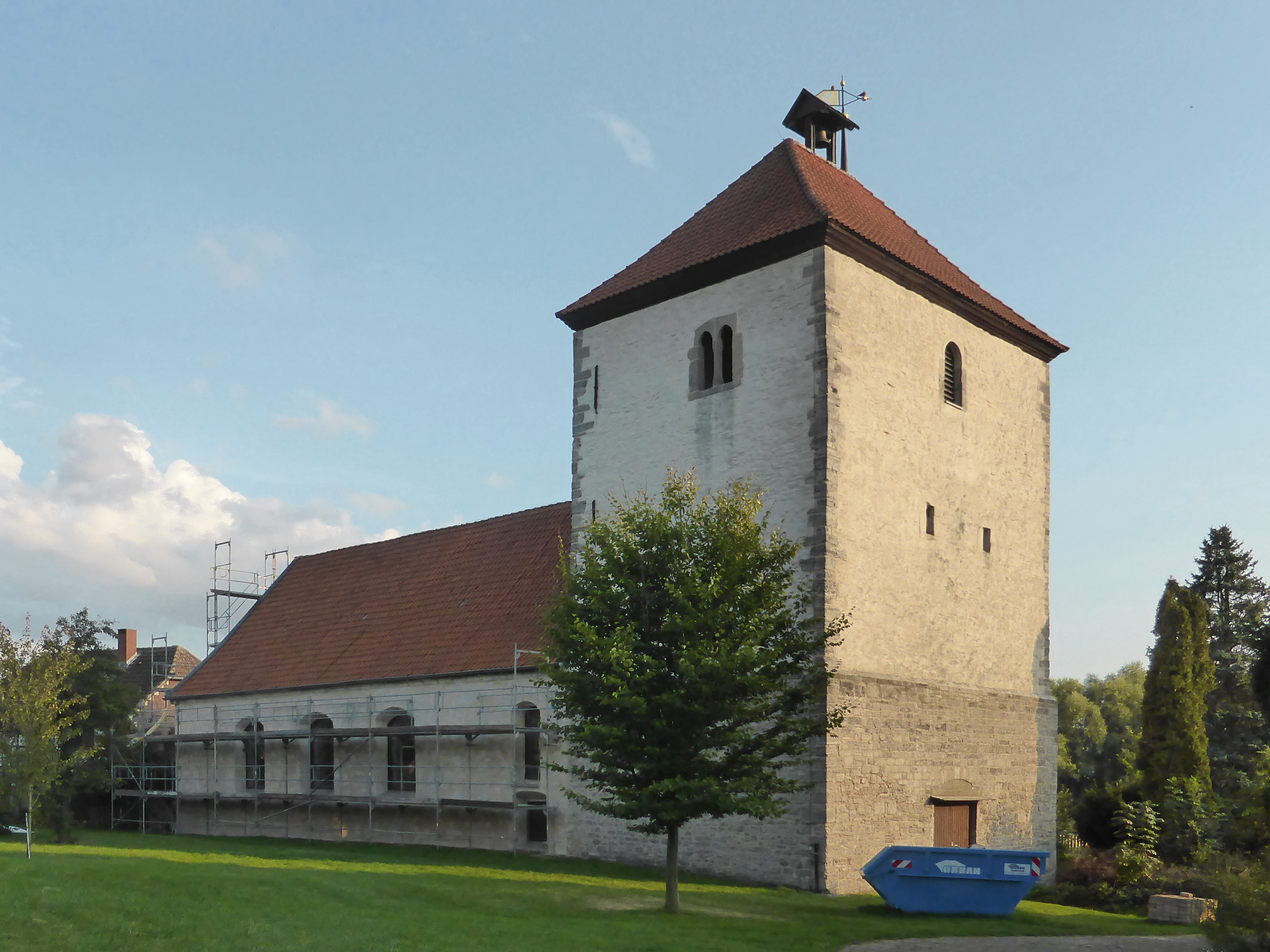
St. Georg (Wobeck)

Die evangelisch-lutherische Kirche St. Georg steht in Wobeck, einem Gemeindeteil der Gemeinde Söllingen im Landkreis Helmstedt in Niedersachsen. Das Baudenkmal hat nach dem Niedersächsischen Denkmalschutzgesetz die ID 32680803. Die Kirche gehört zur Evangelisch-lutherischen Landeskirche in Braunschweig.

## Beschreibung
Die nach dem heiligen Georg benannte Saalkirche stammt im Kern aus dem 13. Jahrhundert und wurde 1843 erneuert. Sie besteht aus einem romanischen, querrechteckigen, mit einem Walmdach bedeckten Kirchturm im Westen und einem Langhaus, das einige romanische Bauteile hat und mit einem Satteldach bedeckt ist. Zur Kirchenausstattung gehört ein Kanzelaltar, bekrönt mit der Auferstehung Jesu Christi, den Michael Helwig 1722 geschnitzt hatte. Auf der Predella ist das Abendmahl dargestellt. Das Altarretabel zeigt ein manieristisches Gemälde der Kreuzigung von Christoph Gertner von 1613. An der Brüstung der Kanzel sind Salvator mundi und die vier Evangelisten, flankiert von Mose und Johannes dem Täufer, als Bilder zu sehen.